# Acropimpla melanoplax
Acropimpla melanoplax là một loài tò vò trong họ Ichneumonidae.